# Kwon Ri-se
Kwon Ri-se (en hangul, 권리세; en hanja, 權梨世; Fukushima, 16 de agosto de 1991-Suwon, Gyeonggi, 7 de septiembre de 2014), más conocida como Rise (en hangul, 리세), fue una cantante y modelo surcoreana nacida en Japón. Fue miembro del grupo femenino Ladies' Code bajo Polaris Entertainment. Antes de unirse Ladies' Code, participó en Miss Korea 2009 y fue coronada como «Miss Korea Japan Jin». Estuvo dentro del Top 12 de concursantes del programa Star Audition The Great Birth de MBC. Falleció en un accidente de tráfico a los 23 años.

## Biografía

### Primeros años
Rise nació el 16 de agosto de 1991 en Fukushima, Japón, siendo una zainichi coreana de cuarta generación. Asistió a la Fukushima Korea Junior High School, Tokyo Korean School y completó su educación universitaria en la Universidad de Sekei, con especialización en economía y administración de empresas. Antes de unirse a Ladies' Code, Rise era también una modelo y anteriormente participó en Miss Korea 2009 representando a Japón. Ella firmó con la agencia KeyEast después de Star Audition The Great Birth en 2011.
En 2011, Rise apareció en la tercera temporada del programa de MBC We Got Married donde ella estaba emparejada con David Oh. Ella filmó un comercial de LG para LG Optimus 3D con David Oh en el mismo año.
En 2013, cuando el contrato de Rise con KeyEast expiró, firmó un contrato con Polaris Entertainment ya que deseaba seguir con una carrera de música. Polaris reveló en una entrevista que se estaba preparando para su debut en un grupo de chicas.

### Carrera musical

#### 2013–2014: Ladies' Code
El 24 de febrero de 2013, el teaser de Rise fue lanzado en el canal oficial de Polaris Entertainment en YouTube. Después de una serie de videos teasers de los miembros de Ladies' Code, el vídeo musical para su debut fue lanzado el 6 de marzo de 2013. Su EP debut titulado Code#1 Bad Girl, fue lanzado el 7 de marzo de 2013, a través de tiendas de música en línea y el grupo se presentó en M! Countdown el mismo día.
El 1 de septiembre de 2013, Ladies' Code lanzó un vídeo teaser para su segundo EP, el título de la pista es «Pretty Pretty». El vídeo musical para la pista fue lanzado el 3 de septiembre y el EP Code#02 Pretty Pretty fue lanzado el 6 de septiembre. El 12 de febrero de 2014, lanzaron el primer sencillo del grupo titulado «So Wonderful», presentaron su nuevo sencillo en M! Countdown el 13 de febrero.
El 6 de agosto de 2014, el vídeo musical del segundo sencillo del grupo titulado «Kiss Kiss» fue lanzado por el canal oficial de LOEN Entertainment en YouTube y el sencillo el 7 de agosto.

## Muerte
El 3 de septiembre de 2014, alrededor de la 1:30AM (KST), Rise resultó gravemente herida en un accidente automovilístico con el grupo al regresar a Seúl después de asistir a la grabación de la KBS «Open Concert» en Daegu Gyeongbuk Institute of Science and Technology (DGIST) para realizar las promociones de «Kiss Kiss». El mánager del grupo, Mr. Park, quien conducía la camioneta, había sobrepasado el exceso de velocidad de conducción 137 km/h (85 mph) en una zona de 100 km/h (62 mph). Las condiciones lluviosas hicieron el camino resbaladizo, que causó que Park perdiera repentinamente el control del vehículo, la camioneta del grupo resbaló varias veces antes de estrellarse contra un muro de protección en las cercanías del cruce de Singal en la autopista de Yeongdong.
Se informó que ninguna de las bolsas de aire se desplegaron en el momento del impacto. Cuando los paramédicos llegaron a la escena, las lesiones de Rise eran tan graves que no pudieron predecir inmediatamente que le sucedería. Dos de sus compañeras, Ashley y Zuny, sufrieron de heridas menores, mientras que Sojung heridas importantes y EunB murió en el acto. Park y un estilista también sufrieron lesiones menores.
Rise fue llevada inmediatamente a la Universidad Católica de Corea St. Vincent Hospital, donde se le realizó RCP de emergencia antes de ser llevada a cirugía debido a sufrir severas lesiones craneales y abdominales. Los cirujanos operaron su área craneal tres veces mientras la resucitaban mediante desfibrilación durante los procedimientos. En medio de un cuarto procedimiento para reparar su espalda en sus 11 horas de cirugía, la presión arterial de Rise comenzó a caer de forma alarmante, por lo que los cirujanos optaron por no seguir con la operación. Por ende, fue trasladada a la unidad de cuidados intensivos en el Hospital de la Universidad de Ajou, donde permaneció en estado crítico. Se informó que su cerebro estaba severamente hinchado y que no había recuperado la conciencia, y los doctores monitoreando de cerca su condición con el fin de reanudar con seguridad la cirugía. Rise finalmente falleció por sus heridas sin despertar del coma a las 10:10 (KST) del 7 de septiembre de 2014.
Su velorio se llevó a cabo en la funeraria de la Universidad de Corea. Su cuerpo fue cremado, siendo una parte de sus cenizas llevadas a Japón y depositadas al lado de su padre, las demás fueron enterradas en el  Skycastle Memorial Park, un cementerio en Seúl, el 9 de septiembre de 2014. Muchas prominentes estrellas surcoreanas asistieron a su funeral o enviaron coronas de flores, incluyendo su exmentor Lee Eun-Mi, los miembros de Super Junior, SHINee, KARA, Bestie, Secret, entre otros.

## Filmografía

### Programas de televisión
| Año       | Título                        | Rol        | Canal | Notas              |
| --------- | ----------------------------- | ---------- | ----- | ------------------ |
| 2010–2011 | Star Audition The Great Birth | Ella misma | MBC   | Top 12 concursante |
| 2011      | We Got Married                | Ella misma | MBC   | Con David Oh       |
| 2011      | Quiz to Change the World      | Invitada   | MBC   | –                  |
| 2013      | Splash                        | Ella misma | MBC   | –                  |
| 2013      | It's a Person Q               | Ella misma | MBC   | –                  |
| 2013      | 1000 Song Challenge           | Ella misma | SBS   | –                  |
| 2013      | Running Man                   | Invitada   | SBS   | Episodio 149       |
| 2013      | Hwasin                        | Invitada   | SBS   | Episodio 28        |
| 2013      | Mamma Mia                     | Invitada   | KBS   | Episodio 9         |
| 2014      | Idol School                   | Invitada   | MBC   | Episode 7          |
| 2014      | Let's Go! Dream Team 2        | Invitada   | KBS   | Episodio 233 & 246 |